# Hallwang
Hallwang es una localidad del distrito de Salzburg-Umgebung, en el estado de Salzburgo, Austria, con una población estimada a principio del año 2018 de 4169 habitantes. 
Se encuentra ubicada al norte del estado, cerca de la ciudad de Salzburgo —la capital del estado— y de la frontera con el estado de Alta Austria y Alemania.

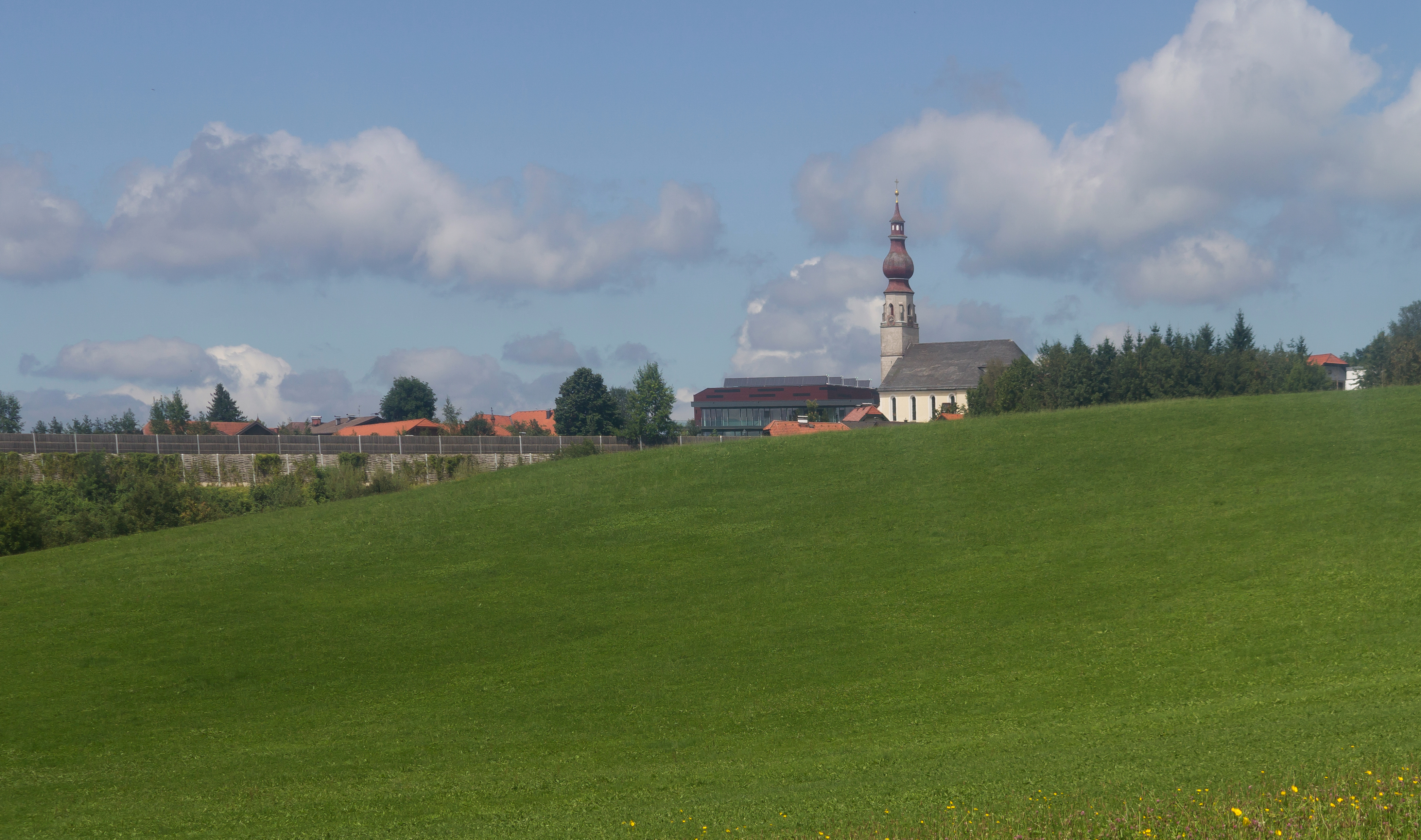
Hallwang bei Salzburg, la iglesia catolica (Pfarrkirche Sankt Martin) en la calle